# درمنه چینی
 درمنه چینی (نام علمی: Artemisia argyi) نام گونه‌ای از سرده درمنه‌ها است.